# Ernestinum (Příbram)
Arcibiskupský zámek Ernestinum (též Zámeček) v Příbrami je někdejší arcibiskupské sídlo. Dnes zde sídlí galerie a TIC a Městská galerie s expozicí fotografií Františka "Fráni" Drtikola.

## Historie

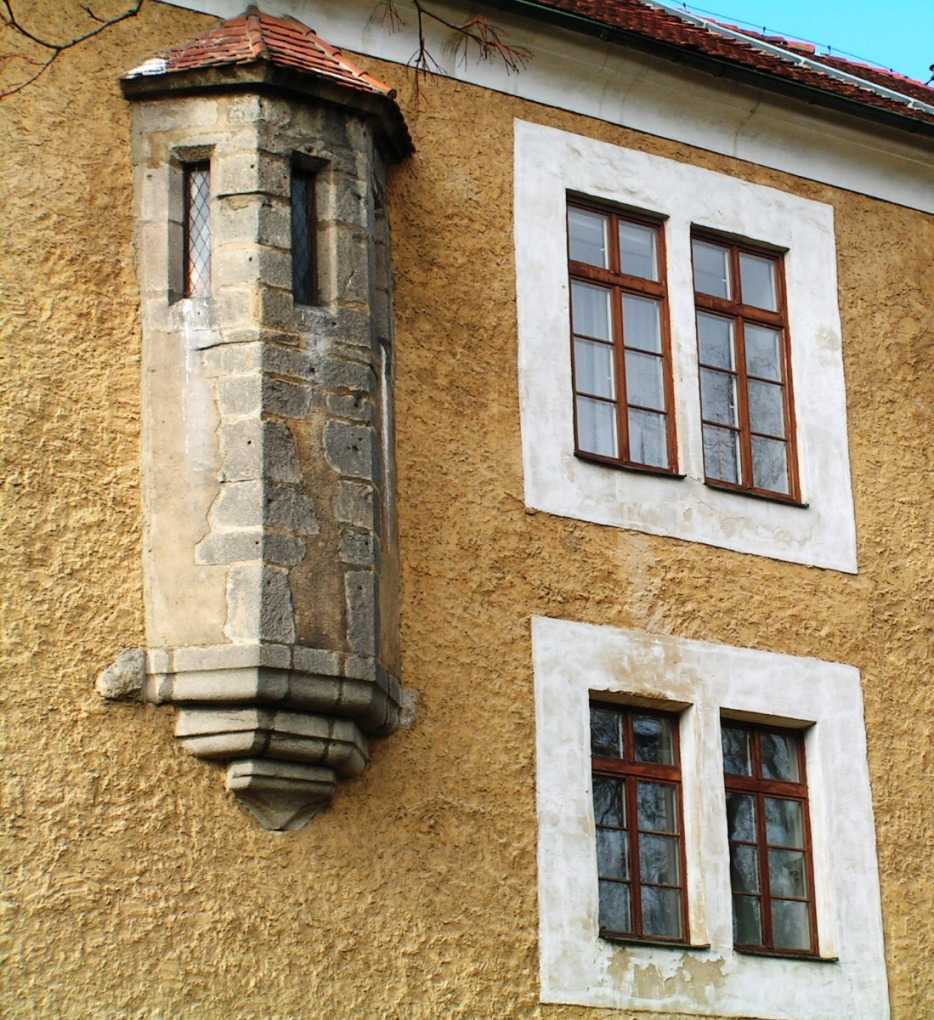
Detail gotického arkýře

Kamenný hrádek byl postaven ve 14. století v místě starší dřevěné tvrze ze 13. století. Zámeček nese jméno svého stavitele, prvního arcibiskupa pražského, Arnošta z Pardubic (Arnošt = Ernest), jehož socha od sochaře Ivara Kodyma stojí na jihovýchodním nároží budovy. Z doby této přestavby se zachoval původní gotický arkýř, pozůstatek presbytáře hradní kaple na východní zdi.
Po roce 1670 se stal majitelem další arcibiskup, Matouš Ferdinand Sobek z Bílenberka. Ten nechal hrádek opravit, rozšířit a přestavět na barokní zámeček.
Po roce 1849, kdy došlo v Příbrami k rozšíření těžby stříbra, se zámeček stal sídlem školy (po roce 1894 Vysoké školy báňské), která byla v roce 1946 přenesena do Ostravy a uvolněné prostory budovy byly předány městu pro obecní potřeby.
Zámeček prošel v 70.-80. letech 20. století rekonstrukcí. V současné době je v zámečku umístěna Galerie Františka Drtikola se stálou expozicí tohoto příbramského rodáka, dále Muzeum třetího odboje, městské informační centrum a kanceláře.

## Okolí
V těsném sousedství zámečku se nachází památník obětí první světové války od akademického sochaře Václava Šáry (autorem návrhu byli architekt Jan Kotěra a sochař Jan Štursa).